# Mas-d'Auvignon
 Mas-d'Auvignon  là một xã thuộc tỉnh Gers trong vùng Occitanie tây nam nước Pháp. Xã này có độ cao trung bình 224 mét trên mực nước biển.